# Roberto Pérez de Alva
Roberto Pérez de Alva Blanco (Ciudad de México; 2 de abril de 1953). Es un político mexicano, militó en dos partidos políticos: Partido Revolucionario Institucional y Partido Nueva Alianza, ha sido diputado federal y senador por Baja California.
Es maestro normalista, ingresó en la actividad política como miembro del Partido Revolucionario Institucional y ocupando cargos en el Sindicato Nacional de Trabajadores de la Educación (SNTE), donde fungió como Secretario de Organización, Trabajo y Conflictos, Secretario de Finanzas y Secretario General de la Sección 37, y Secretario de Organización y Derechos Laborales de la Región VI del Comité Ejecutivo Nacional. Fue elegido diputado al Congreso de Baja California y en 1997, electo diputado federal por el V Distrito Electoral Federal de Baja California a la LVII Legislatura, cargo que concluyó en 2000, cuando a su vez fue elegido senador de primera minoría para el periodo que concluyó en 2006. Tras terminar su periodo como legislador, renunció al PRI y se integró al Partido Nueva Alianza. En el año 2007 se integró a la Coordinación Política Electoral del Partido Nueva Alianza, no fue hasta el 2013 que en una sesión extraordinaria ocupó el puesto de Secretario General.
- Datos: Q6109951